# 劉恂 (三國)
刘恂（？ - ？），一名询，三国时期蜀汉后主刘禅的儿子。

## 生平
景耀二年（259年）六月，刘禅将刘恂册立为新兴王。蜀汉灭亡后。刘恂与刘禅及刘禅的其余后裔迁徙到洛阳。刘恂兄长刘先死于钟会之乱，刘禅本应立次子刘瑶为嗣，但因为偏爱刘恂而立刘恂为嗣，文立劝谏，刘禅不听。刘禅去世后，刘恂承袭为安乐县公，刘恂骄横暴虐，梁州、益州的人士都想上表废黜他，文立阻止他们说：“他只损害了自己的家族，不殃及百姓。”后来刘恂淫乱无道，何攀与上庸太守王崇、涪陵太守张寅作书进谏指责，要他思量文立所言。
刘恂的子孙于永嘉之乱时全部死绝。
清朝學者张澍记载洮阳王刘恂不愿被迁移到洛阳，与关索商议后南逃，卫瓘派骑兵追击，霍弋、吕凯合力拦阻，追兵才退去。諸葛瞻的儿子諸葛質爲使者进入南中与入与孟获之子夷帥孟虬联络，孟虯之母祝融夫人认为如果拒绝是不仁的行为，于是孟虬听从了母亲的建议，回复刘恂，让他住在永昌。张崇琛指出此记载中刘恂的封号洮阳王错误，且与孙盛《蜀世谱》记载完全矛盾，而关索、祝融夫人出自元、明之际的《花关索传》及《三国演义》，诸葛质也不见于隋唐之前的典籍，均为虚构人物，所以张澍的记载并不可靠。